# Eugène Perrier
Pour les articles homonymes, voir Perrier.
Pierre Eugène Perrier dit Eugène Perrier (Châlons-sur-Marne (Marne), 4 juillet 1810 – Châlons-sur-Marne, 3 juin 1879), est un homme politique français du XIXe siècle.

## Biographie
Eugène Perrier est un grand négociant en vins de Champagne qui a fondé son affaire avec son frère Benjamin. Eugène était aussi le frère de Joseph Perrier, fondateur de la maison de champagne éponyme et ancien maire de Châlons-sur-Marne.
Eugène Perrier fut critiqué par certains, en sa qualité de maire de Châlons (depuis 1867), pour n'avoir opposé qu'une faible résistance aux Prussiens, quand ils se présentèrent devant Châlons en 1870.
Ses concitoyens « le vengèrent de ces reproches », en le choisissant, le 8 février 1871, comme représentant de la Marne à l'Assemblée nationale, le 7e sur 8. Il siégea au centre droit et vota :
- pour le retour à Paris,
- contre le pouvoir constituant de l'Assemblée,
- contre la chute de Thiers au 24 mai,
- contre le gouvernement du 25 mai,
- pour l'amendement Wallon, pour l'ensemble des lois constitutionnelles.

Le 30 janvier 1876, il échoua au Sénat, dans la Marne, et ne se représenta plus.
Il était chevalier de la Légion d'honneur depuis le 26 novembre 1871.